# Give 'Em Hell
Give 'Em Hell es un álbum de estudio del cantante canadiense Sebastian Bach, publicado en el 2014 por Frontiers Records. El bajo fue grabado por Duff McKagan, miembro original de Guns N' Roses y Velvet Revolver. Aparecen como músicos invitados los guitarristas Steve Stevens y John 5.

## Lista de canciones
| N.º | Título                                                | Escritor(es)                                          | Duración |  |
| 1.  | «Hell Inside My Head»                                 | Sebastian Bach, KS Anthony, Bob Marlette, Jeff George | 3:57     |  |
| 2.  | «Harmony»                                             | Bach, Devin Bronson, Duff McKagan, Marlette           | 3:48     |  |
| 3.  | «All My Friends Are Dead»                             | Bach, Bronson, Marlette, Isaac Carpenter              | 4:38     |  |
| 4.  | «Temptation»                                          | Bach, John 5, Johnny Chromatic, Marlette              | 3:46     |  |
| 5.  | «Push Away»                                           | Bach, Steve Stevens                                   | 5:20     |  |
| 6.  | «Dominator»                                           | Bach, Bronson, Marlette                               | 4:32     |  |
| 7.  | «Had Enough»                                          | Bach, Bronson, Stevens, Marlette, KS Anthony          | 4:35     |  |
| 8.  | «Gun To A Knife Fight»                                | Bach, Stevens, Marlette, KS Anthony                   | 4:04     |  |
| 9.  | «Rock N Roll Is A Vicious Game (cover de April Wine)» | Myles Goodwyn                                         | 4:01     |  |
| 10. | «Taking Back Tomorrow»                                | Bach, Bronson, Carpenter, Marlette                    | 4:01     |  |
| 11. | «Disengaged»                                          | Bach, Bronson, Marlette, KS Anthony                   | 3:13     |  |
| 12. | «Forget You»                                          | Bach, Bronson, Marlette                               | 3:06     |  |

## Listas
| Lista (2014)                          | Posición |
| ------------------------------------- | -------- |
| Estados Unidos (Billboard 200)        | 72       |
| Estados Unidos (Top Hard Rock Albums) | 3        |

## Personal
- Sebastian Bach - voz
- Duff McKagan - bajo
- Devin Bronson - guitarra
- Bobby Jarzombek - batería

### Músicos invitados
- John 5 - guitarra (4)
- Steve Stevens - guitarra (5, 7, 8)